# 케 레 파사 아 미 파밀리아
《케 레 파사 아 미 파밀리아》(스페인어: ¿Qué le pasa a mi familia?)은 2021년 방영된 멕시코의 텔레노벨라이다.